# Thomisus granulifrons
Thomisus granulifrons là một loài nhện trong họ Thomisidae.
Loài này thuộc chi Thomisus. Thomisus granulifrons được Eugène Simon miêu tả năm 1906.